# Искрицкий, Демьян Александрович
Демья́н (Демиа́н) Алекса́ндрович Искри́цкий (23 сентября [5 октября] 1803; Душатин, Суражский уезд, Черниговская губерния, Российская империя — 27 сентября [9 октября] 1831; Царские Колодцы, Тифлисская губерния, Российская империя) — штабс-капитан, подпоручик Гвардии Генерального штаба, топограф. Декабрист, член преддекабристской организации «Священная артель» и в дальнейшем тайных обществ «Союз благоденствия» (1820) и «Северное общество» (1825). Участник Русско-персидской (1826—1828), Русско-турецкой (1828—1829) и Кавказской войн.

## Биография
Д. А. Искрицкий родился 23 сентября (5 октября) 1803 года в селе Душатин Сурожского уезда Черниговской губернии. Из дворян. Отец — обер-секретарь Сената Александр Михайлович (р. 1782). Мать — Антонина Степановна Менджинская, сестра по матери Фаддея Венедиктовича Булгарина. Братья — Александр (1806—1867, генерал-майор, георгиевский кавалер) и Михаил (р. 1802).
Д. А. Искрицкий воспитывался в Санкт-Петербурге в иезуитском пансионе и пансионе Шабо. Перед вступлением в службу к экзамену готовился в домашних условиях (гувернёр — итальянец Джильи). 14 июля 1820 года вступил в службу колонновожатым в свиту по квартирмейстерской части. Был назначен состоять при канцелярии генерал-квартирмейстера Главного штаба. 12 декабря 1821 года ему был присвоен первый офицерский чин прапорщика. 21 марта 1823 года переведён в Гвардии Генеральный штаб, а 29 марта 1825 года присвоен чин подпоручика Гвардейского Генштаба. В декабре того же года назначен состоять при Училище колонновожатых в Санкт-Петербурге.
Д. А. Искрицкий являлся членом преддекабристской организации «Священная артель». С 1820 года состоял в тайном обществе «Союз благоденствия», а с 1825 — в «Северном обществе». Накануне восстания декабристов 14 декабря 1825 года присутствовал на совещаниях членов «Северного общества». В день восстания был на Сенатской площади, но участия в нём не принимал (выполнял поручения руководителя «Северного общества» К. Ф. Рылеева).
29 января 1826 года Д. А. Искрицкий был арестован (предположительно, по доносу своего дяди Ф. В. Булгарина) и помещён на Главную гауптвахту. В тот же день его доставили в Петропавловскую крепость с предписанием «посадить по усмотрению и содержать строго» в № 17 Невской куртины. 15 июня того же года Высочайше повелено «продержав ещё шесть месяцев в крепости, выписать тем же чином в Оренбургский гарнизон и ежемесячно доносить о поведении». по окончании срока был сослан в Орский гарнизонный батальон.
В том же 1826 году Д. А. Искрицкого перевели в 42-й егерский полк, дислоцированный на Кавказе. Принимал участие в Русско-персидской (1826—1828) и Русско-турецкой (1828—1829) войнах. Во время последней отличился при штурме Карса в 1828 году. Командир 42-го егерского полка полковник И. А. Реутт в рапорте командующему Отдельным Кавказским корпусом генералу от инфантерии И. Ф. Паскевичу относительно Д. А. Искрицкого отмечал:

«В сражении с неприятелем 19 и 22 числа минувшего июня и 23 при взятии города и крепости „Карса“ показал себя отлично храбрым».
В августе того же года Д. А. Искрицкий участвовал в Ахалцихском сражении. За отличие в Турецкой кампании он был произведён в поручики и награждён орденом Святой Анны 3-й степени с бантом. В 1830 году в чине капитана он участвовал в военной экспедиции русского отряда под началом генерал-майора князя И. Н. Абхазова против восставших горцев-мусульман Северной Осетии. После назначения И. Н. Абхазова комендантом Владикавказа Д. А. Искрицкий оставался при нём. В 1831 году его перевели в Тифлис и вновь прикомандировали к Генеральному штабу.
Во время службы на Кавказе Д. А. Искрицкий составил военно-топографическое описание Ахалцыхского и Эрзурумского пашалыков, а также сделал съёмку Боржомского имения, окрестностей Зивина, Милидюза и Эрзурума.
Умер от лихорадки 27 сентября (9 октября) 1831 года в Царских Колодцах (или возможно в Кубе) в чине штабс-капитана холостым.

## Награды
- орден Святой Анны 3-й степени с бантом
- Медаль «За персидскую войну» (1826—1828)
- Медаль «За турецкую войну» (1828—1829)